# کرنول
کرنول (به انگلیسی: Karnol) یک روستا در پاکستان است که در ناحیه مانسهره واقع شده‌است.